# Cesare Nay
Pour les articles homonymes, voir Nay.
Cesare Nay (né le 22 octobre 1925 à Turin dans le Piémont et mort le 8 août 1994 dans la même ville) est un joueur de football italien, qui évoluait au poste de milieu de terrain.
Fils de Casimiro Nay, également footballeur, il a en tout passé 9 saisons consécutives en Serie A avec Lucchese, Torino, Triestina et la Juventus (avec qui il termine sa carrière, jouant son dernier match le 2 juin 1957 lors d'une défaite 2-1 en Serie A contre Padoue).
Après 2 buts en 261 matchs de première division, il devient entraîneur pour un temps puis directeur sportif (à la Lazio en 1964).